# Veliki obrnjen petstrani heksekontaeder
| Veliki obrnjen petstrani heksekontaeder                   | Veliki obrnjen petstrani heksekontaeder              |
| --------------------------------------------------------- | ---------------------------------------------------- |
|                                                           |                                                      |
| Vrsta                                                     | zvezdni polieder                                     |
| Elementi                                                  | F = 24, E = 48, V =18 ({\displaystyle \chi \,} = -6) |
| Grupa simetrije                                           | Oh, [4,3], *432                                      |
| Sklici                                                    | DU21                                                 |
| veliki obrnjen prirezan ikozidodekaeder (dualni polieder) |                                                      |

Veliki obrnjen petstrani heksekontaeder je nekonveksni izoederski polieder. Sestavljen je iz 60 sebe sekajočih petstranih stranskih ploskev, 150 robov in 92 oglišč. 
Je dualno telo uniformni zvezdni polieder obrnjenega prirezanega ikozidodekaedra.

## Vir
- Wenninger, Magnus (1983), Dual Models, Cambridge University Press, ISBN 978-0-521-54325-5, MR730208 stran  126